# Lynden Air Cargo
Lynden Air Cargo ist eine US-amerikanische Frachtfluggesellschaft mit Sitz in Anchorage und Heimatflughafen auf dem Flughafen Anchorage. Sie ist ein Tochterunternehmen der Spedition Lynden. Es besteht mit der  Lynden Air Cargo PNG Ltd eine Tochtergesellschaft in Papua-Neuguinea.

## Geschichte
Die Fluggesellschaft wurde 1995 gegründet und nahm am 31. August 1995 den Flugbetrieb auf. Sie gehört zur Civil Reserve Air Fleet des US-Verteidigungsministeriums.

## Flugziele
Im Linienflugbetrieb werden von Anchorage aus die Flughäfen von Bethel, Nome und Kotzebue angeflogen.
Es gibt internationale Charterflugverbindungen, z. B. nach Russland, Kanada und Australien.

## Flotte
Mit Stand Februar 2022 besteht die Flotte der Lynden Air Cargo aus 13 Lockheed L-100 Hercules.